# ВТБ Капитал
ВТБ Капитал — инвестиционный банк, входящий в группу компаний ВТБ. Создан в 2008 году. Головной офис расположен в Москве, есть офисы в Лондоне, Цуге, Сингапуре, Шанхае, Франкфурте-на-Майне, Гонконге, Вене и Софии.

## Описание
В числе руководителей «ВТБ Капитал» - Алексей Яковицкий, председатель совета директоров Холдинга ВТБ Капитал.
С 2009 года «ВТБ Капитал» проводит в Лондоне и Москве ежегодный международный инвестиционный форум «Россия зовёт!».

## Крупные сделки
В октябре 2011 года была приобретена управляющая компания Банка Москвы (который был приобретён группой ВТБ), саму сделку планировалось закрыть до конца года. Приобретаемый актив становился частью бизнеса "ВТБ Капитал" с сохранением на первое время собственной линейки пифов и партнёрской сети (через отделения Банка Москвы).
В 2013 году «ВТБ Капитал» проконсультировал более 20 сделок по слиянию и поглощению с общим объёмом капитала $ 22 млрд. Он также совершил 114 сделок на рынке долгового и акционерного капитала примерно на $ 17 млрд. В том же году «ВТБ Капитал» был одним из консультантов по сделке «Роснефти» с «ТНК-ВР», которая была признана лучшей сделкой в категории слияния и поглощения, по версии журнала «Global Finance».
В июне 2021 года стало известно, что «ВТБ Капитал» купит миноритарную долю в Delimobil Holding S.A — головной компании каршеринговых сервисов «Делимобиль» и Anytime и сервиса аренды авто Anytime.Prime.

## Форум «Россия зовёт!»
Начиная с 2009 года банк проводит одно из крупнейших мероприятий для иностранных инвесторов - «Ежегодный инвестиционный форум ВТБ Капитал „Россия зовёт!“»
В Форуме участвуют представители государственных структур, руководители российских и международных компаний, зарубежных и отечественных инвесторов. В повестке форума актуальные вопросы глобальной экономики, финансов и деловых отраслей. Ежегодно на форуме выступает президент России Владимир Путин. Форум отмечен рядом международных наград, в том числе IPRA Golden World Awards, Extel Survey, Communicate Magazine’s Corporate and Financial Awards. Член правления ВТБ Капитал и старший вице-президент группы ВТБ Ольга Подойницына была отмечена престижной международной премией SABRE как один из ключевых организаторов форума.

## Деловой завтрак на ВЭФ в Давосе
С 2012 года ВТБ Капитал в рамках Всемирного экономического форума проводит для крупнейших бизнесменов России и всего мира, политиков и инвесторов деловые завтраки.

## Рейтинги
В рейтингах «Bloomberg», «Thomson Reuters» и «Dealogic» «ВТБ Капитал» занимает лидирующие позиции среди инвестиционных банков России, СНГ и регионов Центральной и Восточной Европы на рынках долгового и акционерного капитала, а также среди консультантов в сфере слияний и поглощений. 11 октября 2017 года рейтинговое агентство «Эксперт РА» подтвердило рейтинг надежности и качества услуг управляющей компании «ВТБ Капитал Управление активами» на уровне «А++», прогноз «стабильный». Высший рейтинг надёжности удавалось сохранить, как минимум, до конца 2020 года, когда действовал рейтинг «ruAA», прогноз — «стабильный».

## После 24 февраля 2022 года
В связи с нестабильной ситуацией на российском рынке из-за вторжения на Украину 24 февраля 2022 года, а также в связи наложением иностранными государствами санкций, «ВТБ Капитал Управление инвестициями» — одно из ключевых подразделений ВТБ Капитал, занимавшееся управлением средствами ПИФов и частных инвесторов — 1 марта 2022 года сообщило о прекращении выдачи, обмена и погашения инвестиционных паёв «в интересах клиентов».
В марте 2022 года ВТБ переименовал свои инвестиционные подразделения, исключив из них бренд «ВТБ». «ВТБ Капитал» стал «Арована Капиталом», а «ВТБ Капитал Управление инвестициями» — «ВИМ Инвестициями».